# Saxoo London
A Saxoo London egy magyar ruházaticikk-márka, amely az általa kínált divatot a „club wear” kategóriába sorolja. 1997-ben jelent meg, a bevásárlóközpontok és velük együtt a külföldi divatmárkák hazai térhódítása idején. A rövid idő alatt megjelenő viszonylag sokféle új márka között külföldi cég benyomását keltve és nem utolsósorban jó minőséget nyújtva helyet szerzett a hazai ruhadivat „felső kategóriájában”. Termékeit Magyarországon kívül csak néhány országban forgalmazzák. A külföldi értékesítési helyek közül még négy szlovákiai működik, de néhány éve a 42 magyarországi mellett Dubaiban is volt üzletük, és próbáltak terjeszkedni Ausztriában, Csehországban, Svájcban és az Egyesült Államokban is. Ez azonban tőke, tőkéstárs, illetve a megfelelő menedzsment hiánya miatt nem sikerült. A költségek csökkentése érdekében a gyártatást 2005-ben Ázsiába helyezte át, addig ötszáz főnek munkát adva Magyarországon varratott. Így most már nyugat-európai alapanyagokból Indiában, Kínában és Pakisztánban állítják elő a magyar Saxoo London termékeket.

Tökéletes szettekben a siker kulcsa
A divat és a minőség, az elegancia és a sportos megjelenés tökéletes összhangja az, ami a Saxoo London darabjait leginkább jellemzi. A legújabb trendek inspirálta modelleknél a tervezők fő célkitűzése, hogy a kollekció viselőjének egyéni stílust és jó megjelenést biztosítson.
Az öltözékekkel harmonizáló kiegészítők ugyancsak jelentős szerepet játszanak egy-egy outfit összeállításkor.
A kisszériás, folyamatosan megújuló kollekció a life style-ra épül, egymáshoz illő, és sokféleképpen variálható együtteseket vonultat fel.
Az aktuális irányvonalakat felhasználva stílusok és anyagok keveredésében készülnek az adott kollekció modelljei amelyek ideálisak a hétköznapokra; a mindennapi munkába járáshoz, az elegáns alkalmakra; könnyed esti összejöveteleken, vagy akár a lazább hétvégi programok alkalmával is. A ruhákat az elegancia és a sportos megjelenés tökéletes összhangja mellett a dinamikus színek jellemzik.